# Garennes-sur-Eure
Garennes-sur-Eure -hasta 1948 Garennes- es una localidad y comuna francesa situada en la región de Alta Normandía, departamento de Eure, en el distrito de Évreux y cantón de Saint-André-de-l'Eure.

## Demografía
| 747 | 783 | 881 | 1154 | 1365 | 1572 |
| Para los censos de 1962 a 1999 la población legal corresponde a la población sin duplicidades (Fuente: INSEE [Consultar]) |     |     |      |      |      |